# Abd Allah III ibn Husayn
Abd-Al·lah (IV) ibn Hussayn (àrab: عبد الله بن حسين, ʿAbd Allāh b. Ḥusayn) fou xerif de la Meca, el darrer del clan Banu Barakat. Era nebot de Barakat IV.
Va ser proclamat xerif el 1770 pel general egipci Muhammad Abu-Dhabad, enviat pel governador d'Egipte Alí Bey al-Kabir, però una vegada el general va retornar a Egipte, a principis d'octubre, Àhmad ibn Saïd li va prendre el xerifat després de derrotar les forces d'Abd-Al·lah amb el suport d'aliats beduïns.